# Thomas Willett
Thomas Willett ( agosto de 1605 - 29 de agosto de 1674) fue un comerciante estadounidense nacido en Gran Bretaña, comerciante de la Colonia de Plymouth, capitán de barco, comisionado de Nueva Holanda, magistrado de la Colonia Plymouth, y capitán militar de la misma colonia.

## Vida
El cuarto hijo de Andrew Willet, nació en agosto de 1605, en el barrio residencial de Barley, Hertfordshire, y fue bautizado el 29 de ese mismo mes. Fue educado en la Escuela Real Ely. Habiendo muerto su padre cuando él contaba con dieciséis años, aparentemente vivió con su madre viuda y su abuela hasta la mayoría de edad. Poco después se fue a Leiden, y luego a la nueva la Colonia de Plymouth donde se ganó la confianza del gobernador William Bradford. 
En 1633, tras convertirse en un exitoso comerciante con los nativos americanos, fue admitido en la colonia, y se casó con la hija del alcalde John Brown, un ciudadano destacado. Poco después se convirtió en propietario de un gran buque, y comenzó a comerciar con Nueva Ámsterdam. Fue elegido como uno de los asistentes de los gobernadores de la Colonia Plymouth, y actuó como árbitro en las disputas entre las colonias inglesas y las alemanas; también fue capitán de una compañía militar. A principios de 1660 dejó Plymouth, y, estableciéndose en Rhode Island, fundó la ciudad de Swansey. 
Acompañando al comandante inglés Richard Nicolls, contribuyó a la rendición pacífica de Nueva Ámsterdam a los ingleses el 7 de septiembre de 1664; y cuando la colonia recibió el nombre de Nueva York, Willett fue elegido primer alcalde (12 de junio de 1665) y comisionado de almirantazgo el 23 de agosto, con la aprobación inglesa y alemana por igual. El año siguiente fue elegido concejal, y alcalde por vez segunda en 1667. Poco después se retiró a Swansey, y aquí, tras haber perdido a su primera esposa, se casó en segunda nupcias con la viuda de un clérigo llamado John Pruden. Fue miembro del Concejo Ejecutivo del gobierno de Nueva York de 1665 a 1672 bajo Richard Lovelace. Se retiró en 1673, y falleció en 1674, a la edad de sesenta y nueve años. Fue enterrado en el Cementerio Little Neck, en Bullock's Cove, en East Providence, Rhode Island. En sus puntos de vistas religiosos Willet fue un "independiente".

## Familia
Su hijo Thomas Willett fue un comandante de la milicia del condado de Queens y consejero de los gobernadores Edmund Andros y Henry Sloughter. Mary Willett, la hija mayor del Cap. Thomas Willett y su esposa Mary, se casó en 1658 con el Rev. Samuel Hooker, hijo de Thomas Hooker, puritano y fundador de Hartford, Connecticut.
Su bisnieto fue Marinus Willett, quien se desempeñó como alcalde de Nueva York entre 1807 y 1808. Numerosa fue su descendencia. La 'Dorothy Q.' del poema de Oliver Wendell Holmes fue bisnieta de Thomas Willett, y tatarabuela de Holmes.